# Brand New (canção de Pharrell Williams)
"Brand New" é uma canção do cantor e produtor musical estadunidense Pharrell Williams, lançda para seu segundo álbum de estúdio Girl. A canção foi escrita e produzida por Pharrell, e conta com a participação do cantor estadunidense Justin Timberlake e beatbox adicionais feitos por Timbaland.

## Faixa
| N.º | Título                              | Duração |  |
| 2.  | "Brand New" (com Justin Timberlake) | 4:31    |  |

## Desempenho nas paradas
| Paradas (2014)                                  | Melhor posição |
| ----------------------------------------------- | -------------- |
| Estados Unidos (Bubbling Under Hot 100 Singles) | 24             |
| Estados Unidos (Billboard R&B/Hip-Hop Songs)    | 40             |
| França (SNEP)                                   | 63             |
| Reino Unido (UK Singles Chart)                  | 104            |